# Petar Medić
Petar Medić (* 12. Juni 1996 in Ljubuški) ist ein kroatischer Handballspieler.

## Karriere
Medić stand bis 2016/17 im Kader von RK Zagreb, ehe er zu RK Dubrava Zagreb wechselte, für welche er 2017/18 und 2018/19 im EHF-Pokal auflief. 2019/20 wechselte der Rückraumspieler zu Handball Tirol in die Spusu LIGA. 2024/25 konnte er mit den Tirolern den österreichischen Pokalbewerb gewinnen.
Mit der kroatischen Nationalmannschaft nahm Medić an den Mittelmeerspielen 2018 teil und konnte im Finale Tunesien bezwingen.

## Erfolge
- Handball Tirol
  - 1× Österreichischer Pokalsieger 2024/25

## Saisonstatistik

### HLA Meisterliga
| 2019/20   | Saison aufgrund der COVID-19-Pandemie in Österreich abgebrochen | Saison aufgrund der COVID-19-Pandemie in Österreich abgebrochen | Saison aufgrund der COVID-19-Pandemie in Österreich abgebrochen | Saison aufgrund der COVID-19-Pandemie in Österreich abgebrochen | Saison aufgrund der COVID-19-Pandemie in Österreich abgebrochen | Saison aufgrund der COVID-19-Pandemie in Österreich abgebrochen | Saison aufgrund der COVID-19-Pandemie in Österreich abgebrochen | Saison aufgrund der COVID-19-Pandemie in Österreich abgebrochen | Saison aufgrund der COVID-19-Pandemie in Österreich abgebrochen | Saison aufgrund der COVID-19-Pandemie in Österreich abgebrochen |
| 2020/21   | Handball Tirol                                                  | HLA Meisterliga                                                 | 026                                                             | 113                                                             | 0/0                                                             | 113                                                             |                                                                 |                                                                 |                                                                 |                                                                 |
| 2021/22   | Handball Tirol                                                  | HLA Meisterliga                                                 | 023                                                             | 117                                                             | 18/21                                                           | 99                                                              |                                                                 |                                                                 |                                                                 |                                                                 |
| 2022/23   | Handball Tirol                                                  | HLA Meisterliga                                                 | 028                                                             | 194                                                             | 56/75                                                           | 127                                                             |                                                                 |                                                                 |                                                                 |                                                                 |
| 2023/24   | Handball Tirol                                                  | HLA Meisterliga                                                 | 025                                                             | 075                                                             | 3/5                                                             | 072                                                             |                                                                 |                                                                 |                                                                 |                                                                 |
| 2024/25   | Handball Tirol                                                  | HLA Meisterliga                                                 | 019                                                             | 074                                                             | 2/2                                                             | 072                                                             |                                                                 |                                                                 |                                                                 |                                                                 |
| 2020–2025 | gesamt                                                          | HLA Meisterliga                                                 | 121                                                             | 573                                                             | 79/103 (77 %)                                                   | 494                                                             |                                                                 |                                                                 |                                                                 |                                                                 |